# 石山貴明
石山貴明（日语：／ Ishiyama Takaaki，本名：石山 貴明（日文讀音相同），1960年7月21日—），日本男性動畫演出家、動畫導演。出身於東京都。A型血。

## 來歷、人物
早年受到叔父作為政治漫畫家在《新潟日報》等報紙發表，原本目標是成為漫畫家，但受到電視動畫《原子小金剛》和《鐵人28號》的影響決定進入動畫業界發展。1981年畢業於東京設計學院（現東京NET WAVE）之後，進入龍之子製作公司上班。其後擔任《逆轉一發人》、《未來警察》及《請多指教跑車郎中》等電視動畫作品的演出工作。1985年從龍之子離職獨立。1986年至今作為自由演出家活動。

## 參加作品

### 電視動畫
1981年
- 黃金戰士Gold Lightan（演出）※石山貴明名義。

1982年
- 逆轉一發人（日语：逆転イッパツマン）（分鏡、演出）※石山貴明名義。

1983年
- 未來警察浦島人（分鏡、演出）

1984年
- OKAWARI-BOY Starzan S（日语：OKAWARI-BOY スターザンS）（分鏡、演出）
- 請多指教跑車郎中（日语：よろしくメカドック）（分鏡、演出）

1985年
- 火焰的阿爾卑斯玫瑰 茱蒂&藍迪（分鏡、演出）
- 忍者戰士飛影（分鏡）

1986年
- 甜蜜公主（分鏡、演出）

1987年
- 狗仔爺爺 (1987年版)（日语：のらくろクン）（分鏡、演出）
- 星戰英豪（日语：赤い光弾ジリオン）（分鏡）

1988年
- 極速悍將（日语：F (漫画)）（分鏡、演出）※石山貴明名義。

1989年
- 昆蟲物語 孤兒哈奇 (重製版)（分鏡、演出）

1990年
- 勇者鬥惡龍（－1991年，分鏡）
- 超級劍豪傳（分鏡）
- 亂馬½ 熱鬥篇（分鏡）

1991年
- 特搜戰車隊DOMINION（日语：ドミニオン (漫画)）（導演）[注 2]
- 三眼神童（分鏡）
- 鬥球兒彈平（分鏡）

1993年
- 侏羅紀足球傳說（日语：ドラゴンリーグ）（分鏡）

1994年
- 秀逗泰山阿達♡（分鏡、演出）
- 小紅帽恰恰（分鏡）
- 足球王（日语：ゴールFH）（分鏡）
- 白雪公主的傳說（日语：白雪姫の伝説）（分鏡）

1995年
- 十二生肖爆烈戰士（分鏡）
- 爆走獵人（分鏡）
- 淘氣小愛神（分鏡、演出）
- 夢幻遊戲（分鏡）
- 宇宙小毛球（分鏡）
- VR快打（分鏡）

1996年
- （分鏡）
- 玩偶遊戲（分鏡）
- 酷妹當家（分鏡）
- 機械女神J（分鏡）
- 灰姑娘物語（首席導演、分鏡、演出）
- 名偵探柯南（分鏡）
- 奧運高手（分鏡）
- 妖精狩獵者（分鏡）

1997年
- 超者萊汀（日语：超者ライディーン）（分鏡）
- 馬赫GoGoGo (1997年版)（分鏡）
- EAT-MAN（日语：EAT-MAN）（分鏡）
- 新·天地無用！（分鏡）
- 烏龍派出所（分鏡）
- 神奇寶貝（分鏡）
- 大運動會（分鏡）
- 天才小魚郎（分鏡）
- 尼克斯特戰記EHRGEIZ（日语：ネクスト戦記EHRGEIZ）（分鏡）
- 幸運騎士L（日语：フォーチュン・クエスト）（分鏡）

1998年
- 異次元的世界（分鏡）
- AWOL -Absent Without Leave-（日语：AWOL -Absent Without Leave-）（分鏡）
- BURN-UP EXCESS（分鏡）
- 魔法陣都市（分鏡）
- 超魔神英雄傳（分鏡）
- DT戰士（日语：DTエイトロン）（分鏡）
- 天才小魚郎RV（分鏡）
- 烙印勇士 (1997年版)（分鏡）
- 羅德斯島戰記 -英雄騎士傳-（分鏡）
- 波波羅王國物語（分鏡、演出）
- 發明小子（日语：発明BOYカニパン）（分鏡）

2001年
- 嬰兒菲力貓（日语：ベイビーフィリックス）（分鏡、演出）
- 快樂印表機（日语：まみむめ★もがちょ）（分鏡）
- 沙漠的海賊！隊長庫珀（日语：砂漠の海賊!キャプテンクッパ）（分鏡）
- 第一神拳（演出）※石山貴明名義。
- 電腦冒險記（分鏡、演出）
- 戀愛占卜師（分鏡）
- 新白雪姬傳說（演出）
- 星之卡比（分鏡）
- RAVE（分鏡）
- 旋風的大鏢客（日语：旋風の用心棒）（分鏡、演出）
- 新巴比倫II世（分鏡）

2002年
- 槍之國度（日语：ガンフロンティア (漫画)）（分鏡）
- 陸上防衛隊（分鏡）
- 飆悍射將（分鏡）
- 猴王五九（日语：アソボット戦記五九）（分鏡）
- 火影忍者（分鏡）

2003年
- F-ZERO 法爾康傳說（日语：F-ZERO ファルコン伝説）（分鏡）

2004年
- 完美超人Joe（導演）
- 瑪莉亞的凝望（分鏡）

2005年
- 零秒出手（分鏡）
- 新釋 真田十勇士（日语：新釈 眞田十勇士）（分鏡）
- Paradise Kiss（分鏡）

2006年
- ARIA The NATURAL（分鏡）
- 黑騎士 ～奧拉克爾的勇者們～（導演[注 3]）[注 4]
- 童話槍手小紅帽（導演、ED作詞）

2007年
- 黑騎士 ～甦醒的太陽～（分鏡）
- 精靈守護者（分鏡）
- 新楓之谷（導演）

2008年
- CHAOS;HEAD（導演）

2009年
- 守護甜心!! 心跳（分鏡）

2010年
- 星際寶貝：神奇大冒險 ～最棒的朋友～ （分鏡）
- 咎狗之血（OP演出）

2011年
- 戰國鬼才傳（分鏡）
- 電視漫畫 昭和物語（分鏡）

2012年
- 向銀河開球（分鏡）
- 軍火女王（分鏡）
- 旋風管家 CAN'T TAKE MY EYES OFF YOU（分鏡）

2013年
- 李洛克的青春全力忍傳（分鏡）
- LINE TOWN（分鏡）
- 我是國王（日语：ぼくは王さま）（分鏡）
- 狗與剪刀必有用（分鏡、演出）
- 記錄的地平線（分鏡、演出）

2014年
- Aikatsu！偶像活動！（分鏡）
- 怪盗Joker（－2015年，分鏡）

2015年
- 海螺小姐（演出）※石山貴明名義。
- 故鄉再生 日本昔話（日语：ふるさと再生 日本の昔ばなし）（文藝、分鏡、演出、作畫）※石山貴明名義。

2016年
- 少年阿貝GO！GO！小芝麻（日语：少年アシベ）（分鏡）
- Scared Rider Xechs（演出）
- 蠟筆小新（分鏡）

2017年
- 故鄉巡禮 日本昔話（日语：ふるさとめぐり 日本の昔ばなし）（分鏡、演出、作畫）※石山貴明名義。
- 18if（導演、編劇、分鏡、演出）
- 十二大戰（演出）

2018年
- 狐狸之聲（分鏡）
- 戰鬥陀螺Burst 超Z（分鏡）

2019年
- 動物朋友2（分鏡）
- 八月的棒球甜心（分鏡）
- 叛逆性百萬亞瑟王（分鏡）

2020年
- 夢幻之星Online2 神諭篇章（分鏡、演出）
- 織田肉桂信長（分鏡）
- 籃球少年王（分鏡）
- GIBIATE（日语：GIBIATE PROJECT）（分鏡）

2021年
- 憂國的莫里亞蒂（分鏡）
- BLUE REFLECTION RAY/澪（分鏡）
- 桃子男孩渡海而來（演出）
- 現實主義勇者的王國重建記（－2022年，分鏡、演出）
- 86－不存在的戰區－（演出）
- 吸血鬼馬上死（分鏡）
- ONE PIECE（分鏡）

2022年
- 薔薇王的葬列（分鏡、演出）
- 東京喵喵NEW～♡（分鏡、演出）
- 黑之召喚士（演出）
- BLUE LOCK 藍色監獄（分鏡）
- 明日方舟 黎明前奏[[[Wikipedia:格式手册/链接#章節|錨點失效]]]（分鏡）
- 宇崎學妹想要玩！ω（分鏡）

2024年
- 重啟人生的千金小姐正在攻略龍帝陛下（演出）

2025年
- 妖怪學校的菜鳥老師！（分鏡）
- 雖然我是注定沒落的貴族 閒來無事只好來深究魔法（演出）
- 直至魔女消逝（分鏡）

### 電影動畫
1988年
- 變幻退魔夜行 迦樓羅漫舞！奈良怨靈繪卷（日语：カルラ舞う!）（導演）

1993年
- 母親 -塞戈爾少女夜-（分鏡[1]）

2000年
- 太陽之法 The Laws of the Sun（日语：太陽の法#アニメ映画）（動畫總監）※石山貴明名義。

2003年
- 黃金之法 The Golden Laws（日语：黄金の法#アニメ映画）（動畫總監）※石山貴明名義。

2005年
- 翡翠森林狼與羊（構成規劃）

2006年
- 永遠之法（日语：永遠の法）（動畫總監）※石山貴明名義。

2009年
- 佛陀再誕 -The REBIRTH of BUDDHA（日语：仏陀再誕#アニメ映画）（導演）

2012年
- 神秘之法 The Mystical Laws（日语：神秘の法）（動畫製作人）

### OVA
1988年
- 特搜戰車隊DOMINION（日语：ドミニオン (漫画)）（導演）

1989年
- 超獸機神斷空我 白熱之終章（分鏡）
- 強殖裝甲加爾巴 OVA第1期（分鏡、演出）

1990年
- 變幻退魔夜行 迦樓羅漫舞！仙台小芥子怨靈歌（日语：カルラ舞う!） 全6卷（導演）

1991年
- 咆哮女郎巴明欣1. 櫻之抄（導演、音響監督）

1992年
- 咆哮女郎巴明欣2. 炎之抄（導演、音響監督）
- JOKER MARGINAL CITY（日语：ジョーカー・シリーズ (漫画)）（分鏡）

1993年
- 機神兵團（日语：機神兵団）（導演、插入歌作詞）

1994年
- 無責任艦長特別篇 一個人的戰爭（分鏡、Offline）

1995年
- 非常偶像Key（分鏡）

1996年
- BURN-UP W（分鏡、演出）

1997年
- 爆笑吸血鬼（分鏡）
- 櫻花大戰 櫻華絢爛（導演）

1998年
- BE-YOND（日语：ビ・ヨンド 〜黒大将に見られてる〜）（分鏡）

2000年
- 櫻花大戰 轟華絢爛（分鏡）

2001年
- 三麗鷗世界名作劇場 Hello Kitty系列
  - Hello Kitty的睡美人（分鏡、演出）
  - Hello Kitty的拇指姑娘（分鏡、演出）
  - Hello Kitty的灰姑娘（分鏡、演出）

2009年
- 異世界聖機師物語（分鏡）

2020年
- 天地無用！魎皇鬼 第伍期（－2021年，分鏡）

### 真人電影
2019年
- 哲人王 ～李登輝對話篇～（日语：哲人王 〜李登輝対話篇〜）（動畫部分的分鏡&演出&原畫）

### 小說插圖
- （2014年，學藝未來社）文：石黑久人、名義 ISBN 978-4-90537435-0

第25屆日本動物兒童文學大獎得獎作品，日本圖書館協會選定圖書。

## 腳註

## 相關項目
- 日本動畫師列表
- Studio Pierrot
- BEE TRAIN
- 丸山正雄
- 山崎立士

## 外部連結
- （日語）－allcinema（日语：allcinema）
- 石山貴明 （页面存档备份，存于） （日語）－allcinema（日语：allcinema）
- （日語）－電視劇檔案資料庫